# Triwaterstofkation
Het triwaterstofkation (H3+), ook bekend als geprotoneerde moleculaire waterstof, is een van de meest voorkomende ionen in het heelal. Het ion is ten gevolge van de lage temperatuur en dichtheid stabiel in het interstellair medium (ISM). Geen enkel ander moleculair ion speelt een grotere rol in de astrochemie van het interstellair medium dan het triwaterstofkation. Het kation is eveneens de meest eenvoudige triatomische molecule: het heeft slechts twee valentie-elektronen. In het verlengde daarvan is het ion ook het eenvoudigste voorbeeld van een 3-centra-2-elektronbinding.

## Geschiedenis
Het triwaterstofkation werd in 1911 ontdekt door J.J. Thomson. Bij het bestuderen van de stoffen die een rol speelden bij elektrische ontladingen in plasma vond Thomson vreemde resultaten. Via het gebruik van een zeer vroege vorm van massaspectrometrie vond hij een grote hoeveelheid ionen met een massa per lading van 3. Volgens Thomson waren de enige mogelijkheden daarvoor C4+ en H3+. Vierwaardig koolstof leek hem erg onwaarschijnlijk. Bovendien nam het aantal ionen toe als met puur waterstofgas gewerkt werd: H3+ werd daarmee het ion dat alle experimentele gegevens verklaarde.
De manier waarop H3+ gevormd wordt werd in 1925 door Hogness en Lunn opgehelderd. Zij maakten ook gebruik van massasprectrometrie. Bij verhoging van de waterstofdruk vonden zij een lineaire toename van de hoeveelheid H3+ in combinatie met een afname van de hoeveelheid H2+. Onafhankelijk van de waterstofdruk was de hoeveelheid H+ steeds klein. Deze gegevens ondersteunen allemaal het hieronder weergegeven vormingsmechanisme.
In 1961 werd voor het eerst de mogelijkheid geopperd dat, met de grote hoeveelheid waterstof in interstellaire wolken in combinatie met de exotherme vormingsreactie (~145 kJ/mol), H3+ aanwezig moest zijn in het ISM. Op basis van dit idee stelde Watson etal dat H3+ mogelijk verantwoordelijk was voor het ontstaan van veel inmiddels (1973) in het ISM waargenomen moleculaire ionen.
Het heeft tot 1980 geduurd voor spectra van H3+ opgenomen konden worden. Takeshi Oka lukte het toen om met behulp van frequentiemodulatie de ν2-band van het ion te meten. Met de gegevens uit dit experiment kon gericht gezocht gaan worden naar H3+ in de (interstellaire) ruimte. Vervolgens werden rond 1990 emissielijnen van H3+ gevonden in de ionosfeer van Jupiter, Saturnus en Uranus.
In 1996 is H3+ door Geballe en Oka in het ISM aangetoond. In twee moleculaire interstellaire wolken in de richting van GL2136 en W33A werd het ion gevonden. In 1998 werd H3+ ook, onverwacht, aangetoond in de diffuse interstellaire wolk in het sterrenbeeld zwaan, Cygnus OB2#12. In 2006 kon Oka melden dat H3+ ruim vertegenwoordigd is in het ISM en dat de concentratie in de centrale moleculaire zone  een miljoen maal groter is dan de gemiddelde waarde in het ISM.

## Structuur

De structuur van H_{3}^{+}

Het MO-diagram van H_{3}^{+}

De drie waterstofatomen in H3+ vormen een gelijkzijdige driehoek. In het molecuul is een 3-centra-2-elektronbinding aanwezig, enigszins vergelijkbaar met de π-MO's in het cyclopropenylkation. De bindingssterkte is (berekend) ongeveer 435 kJ/mol. Het ion is een goed voorbeeld van de stabilisatie van moleculen door delokalisatie van elektronen.

## Vorming van H3+
De voornaamste route in de synthese van H3+ verloopt via de reactie van H2+ met H2.
{\displaystyle \mathrm {H_{2}^{+}\ +\ H_{2}\ \longrightarrow \ H_{3}^{+}\ +\ H^{.}} }
In deze reactie is de concentratie H2+ de snelheidbepalende grootheid. H2+ ontstaat in het ISM alleen via ionisatie van diwaterstof (H2) door kosmische straling. Kosmische straling heeft echter een dusdanige energie, dat de vorming van H2+ er nauwelijks effect op heeft. In interstellaire wolken geeft de passage van kosmische straling een spoor van H2+, en daarmee van H3+.
{\displaystyle \mathrm {H_{2}\ +\ kosmische\ straling\ \longrightarrow \ H_{2}^{+}\ +\ e^{-}\ +kosmische\ straling} }
In het laboratorium wordt H3+ via hetzelfde mechanisme gemaakt, de elektrische ontlading levert de energie die nodig is voor de productie van H2+.

## Reacties van H3+
Van H3+ zijn verschillende reacties beschreven.
{\displaystyle \mathrm {H_{3}^{+}\ +\ CO\ \longrightarrow \ HCO^{+}\ +\ H_{2}} }
In dichte wolken in het ISM is de voornaamste reactie ontleding via botsing met een neutraal deeltje. In het ISM is de voornaamste kandidaat hiervoor CO. Het product van deze reactie, het CHO+-ion speelt een grote rol in de interstellaire chemie: het grote dipoolmoment en het ruime voorkomen zorgen dat het goed waarneembaar is met behulp van radioastronomie.
{\displaystyle \mathrm {H_{3}^{+}\ +\ O\ \longrightarrow \ HO^{+}\ +\ H_{2}} }
Het gevormde OH+ reageert vaak weer met H2:
{\displaystyle \mathrm {HO^{+}\ +\ H_{2}\ \longrightarrow \ H_{2}O^{+}\ +\ H^{.}} }
en
{\displaystyle \mathrm {H_{2}O^{+}\ +\ H_{2}\ \longrightarrow \ H_{3}O^{+}\ +\ H^{.}} }
Verdere reacties met H2 zijn niet exotherm. De gevormde waterstof-zuurstofionen reageren vervolgens weer verder. Hoewel de vorming van water hier een logische stap lijkt, treedt dit slechts voor 5 tot 33% van de gevormde ionen op.
In diffuse interstellaire wolken is de meest gebruikelijke vervalreactie van H3+ de vorming van diwaterstof en een proton of het totaal uiteenvallen naar twee waterstofatomen en een proton (ongeveer in een verhouding van 1 op 3):
{\displaystyle \mathrm {H_{3}^{+}\ \longrightarrow \ H_{2}\ +\ H^{+}\ } }
{\displaystyle \mathrm {H_{3}^{+}\ \longrightarrow \ 2\ H^{.}\ +\ H^{+}\ } }

## Ortho/Para-H3+

Een botsing tussen ortho-H_{3}^{+} en para-H_{2}.

Dichte interstellaire wolken bestaan voornamelijk uit waterstofgas. Een botsing, met reactie, tussen H3+ en H2, levert netto nooit resultaat op: er vertrekt ook weer zowel een H3+-ion als een H2-molecuul. Dat wil niet zeggen dat er niets gebeurd is: er kan een H+ van H3+ naar H2 gegaan zijn. Chemisch verandert er in deze situatie niets, fysisch kan er sprake zijn van een uitwisseling van kernspin, afhankelijk van de spin van de verschillende protonen.
Voor H3+ zijn twee verschillende situaties mogelijk, respectievelijk met ortho en para aangeduid. In ortho-H3+ zijn de drie spins parallel, wat in totale kernspin van 3/2 oplevert. In para-H3+ staan twee van de protonen parallel, een anti-parallel, wat een totale spinwaarde oplevert van 1/2. Op vergelijkbare wijze heeft H2 ook twee spintoestanden, ook aangegeven met ortho en para, waarbij ortho-H2 een totale kernspin heeft van 1, para-H2 heeft een totale kernspin 0. Als orhto-H3+ een proton overdraagt aan para-H2 tijdens een botsing, levert dat para-H3+ en ortho-H2 op. De totale kernspin verandert dan niet, de spin van het vertrekkende H3+ is echter slechts 1/2, een vermindering van 1 ten opzichte van het binnenkomende ion. Het vertrekkende H2 heeft een spin van 1, een toename van 1 ten opzichte van het waterstofmolecuul waarmee de reactie start.

## Spectroscopie
De spectroscopie van H3+ is een uitdaging apart. Om interactie tussen elektromagnetische straling en moleculen te laten plaatsvinden moet het molecuul over een dipool beschikken. H3+ bezit geen permanente dipool, waardoor microgolfspectroscopie van H3+, waarbij veranderingen in de rotatiesnelheid van het molecuul een rol spelen, onmogelijk is. Ultraviolet licht heeft een veel te grote energie, het ion valt gewoon uit elkaar. Rovibronspectroscopie, waarbij naar een combinatie van elektron-, vibratie- en rotatieovergangen gekeken wordt, biedt wel mogelijkheden. Een van de vibratietoestanden van H3+, de ν2 asymmetrische trilling, vertoont een zwak dipoolmoment. Sinds het eerste spectrum dat Oka kon opnemen, zijn er in het infraroodgebied al meer dan 900 absorptielijnen gevonden. Emissielijnen voor H3+ zijn ook gevonden in de spectra van de atmosfeer van planeten als Jupiter. De emissielijnen van H3+ worden vooral gevonden tijdens het bestuderen van het uitgezonden licht van diwaterstof. Emissielijnen die niet toegewezen kunnen worden aan moleculaire waterstof worden nader onderzocht om vast te stellen van welke component ze wel afkomstig zijn, hopelijk H3+.

## H3+in de astronomie
Het voorkomen van H3+ is op twee plaatsen buiten de aarde vastgesteld:
- In de atmosfeer van gasreuzen
- In interstellaire wolken

### Planetaire atmosfeer
In de atmosfeer van gasreuzen is H3+ vastgesteld in de ionosfeer, het gebied waar de hoog-energetische deeltjes van de zonnewind de deeltjes van de atmosfeer ioniseren. De atmosfeer van de gasreuzen bevat een grote hoeveelheid waterstof, waardoor de productie van H3+ aanzienlijk kan zijn. Bovendien levert de zon als breedband radiobron ook de energie om H3+ in een aangeslagen toestand te brengen. Terugkeer naar de grondtoestand levert vervolgens de emissielijnen.
De eerste emissielijnen van H3+ werden in 1989 in de ionosfeer van Jupiter gevonden. Op basis van het spectrum kon voor de H3+-ionen een temperatuur berekend worden van ongeveer 1100 K (830 °C), een waarde die goed overeenkomt met die welke voor bijvoorbeeld waterstofgas gemeten is. In 1993 volgde de ontdekking ervan zowel bij Saturnus als Uranus.

### Dichte moleculaire interstellaire wolken
In 1996 werd H3+ voor het eerst waargenomen in het ISM. In twee interstellaire wolken werd H3+ waargenomen met een temperatuur van ongeveer 35 K, (- 240 °C). Sindsdien is H3+ op een groot aantal plaatsen in het ISM aangetroffen.

### Diffuse interstellaire wolken
Tot veler verrassing werden in 1998 emissielijnen van H3+ in een diffuse interstellaire wolk aangetroffen. Voor die tijd werd aangenomen dat de dichtheid van dergelijke wolken te laag was om meetbare hoeveelheden van H3+ te bevatten. Daarna is het ion ook in andere diffuse wolken gevonden.